# Бамменталь
Бамменталь (нім. Bammental) — громада в Німеччині, у землі Баден-Вюртемберг. Підпорядковується адміністративному округу Карлсруе. Входить до складу району Рейн-Неккар.
Площа — 12,16 км². Населення становить 6599 ос. (станом на 31 грудня 2020).

## Географії

### Сусідні міста та громади
Бамменталь межує з 4 містами / громадами:
- Гауангеллох
- Візенбах (Баден)
- Мауер (Баден)
- Гайберг

## Галерея

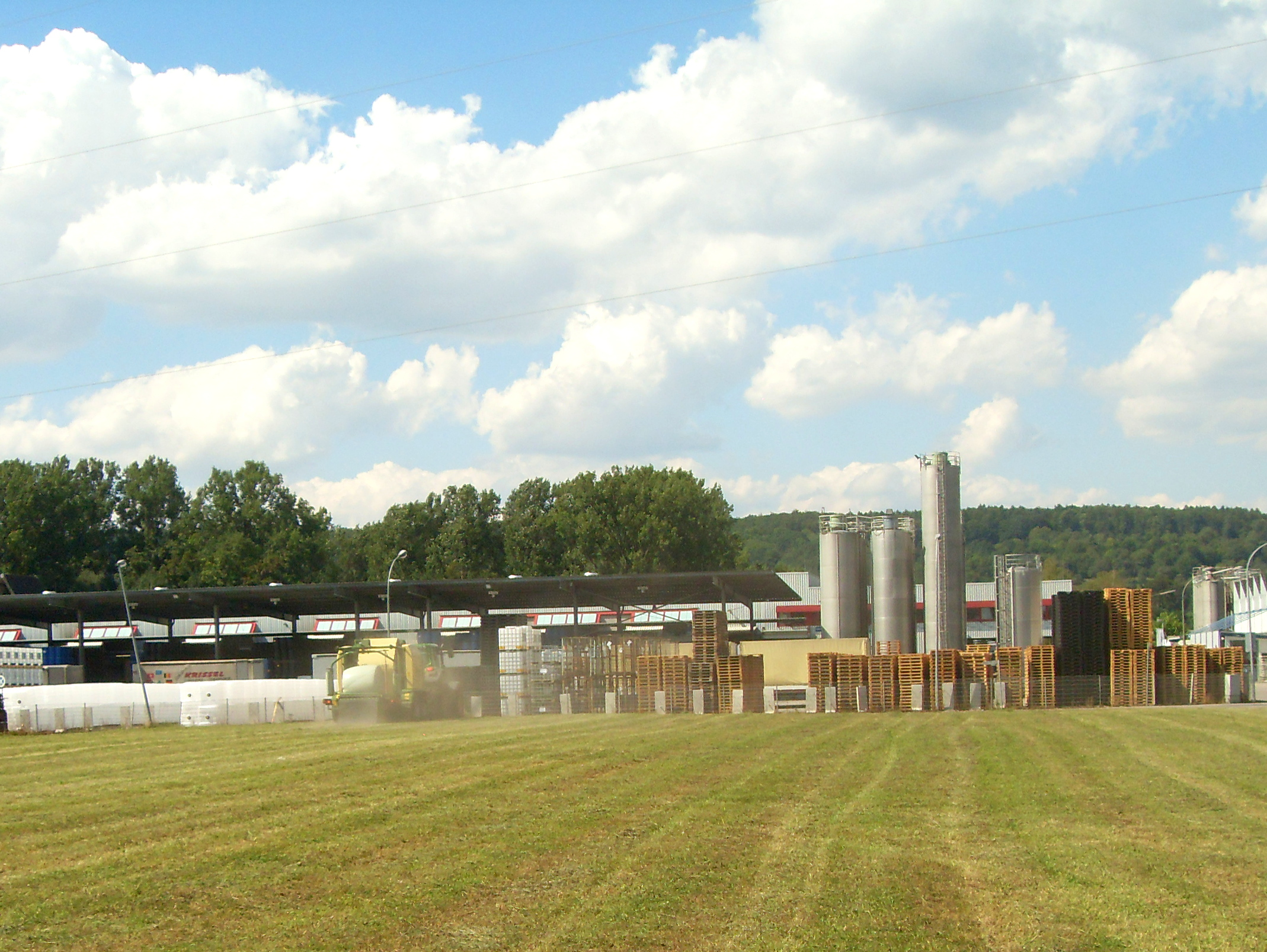
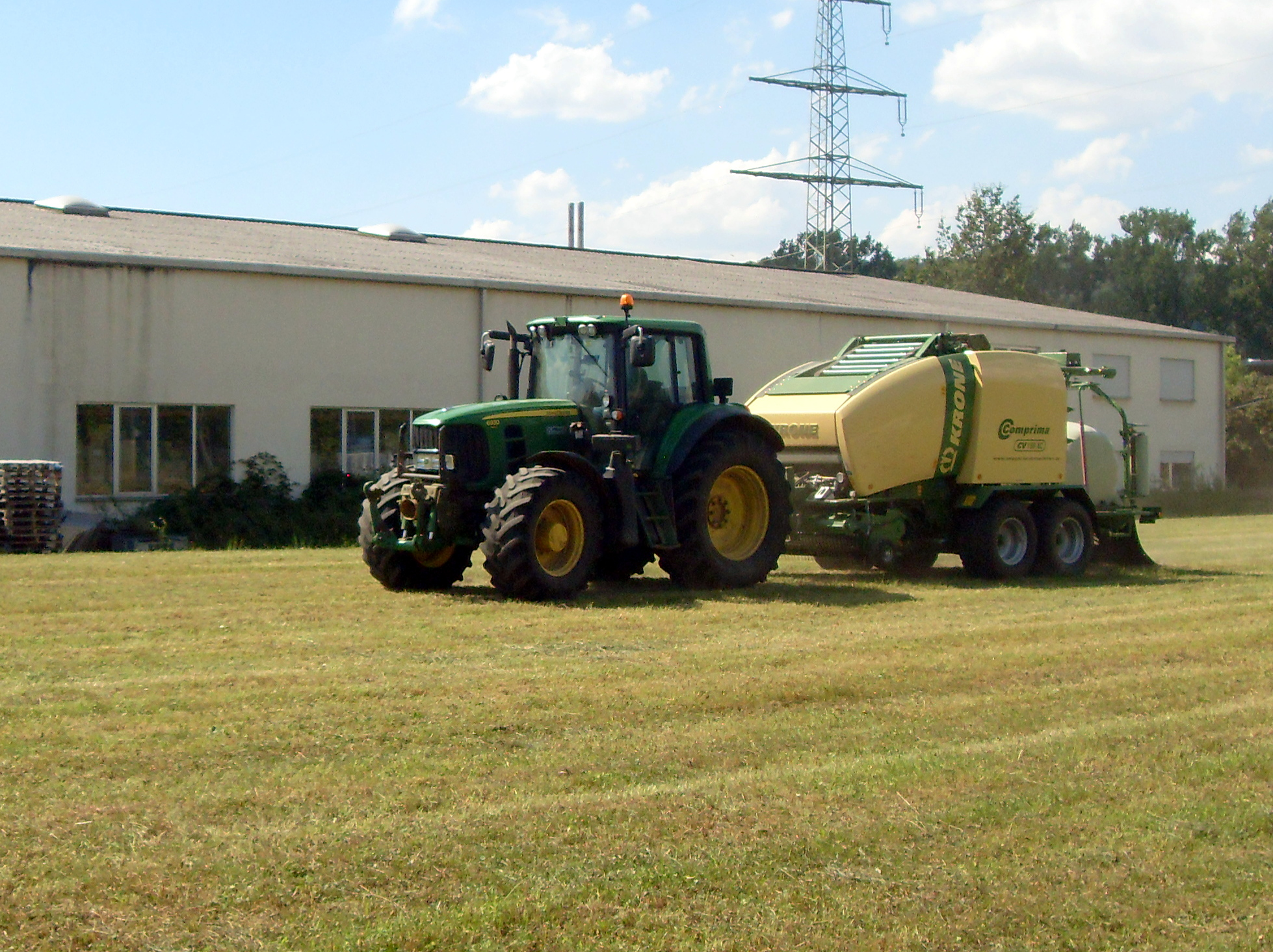
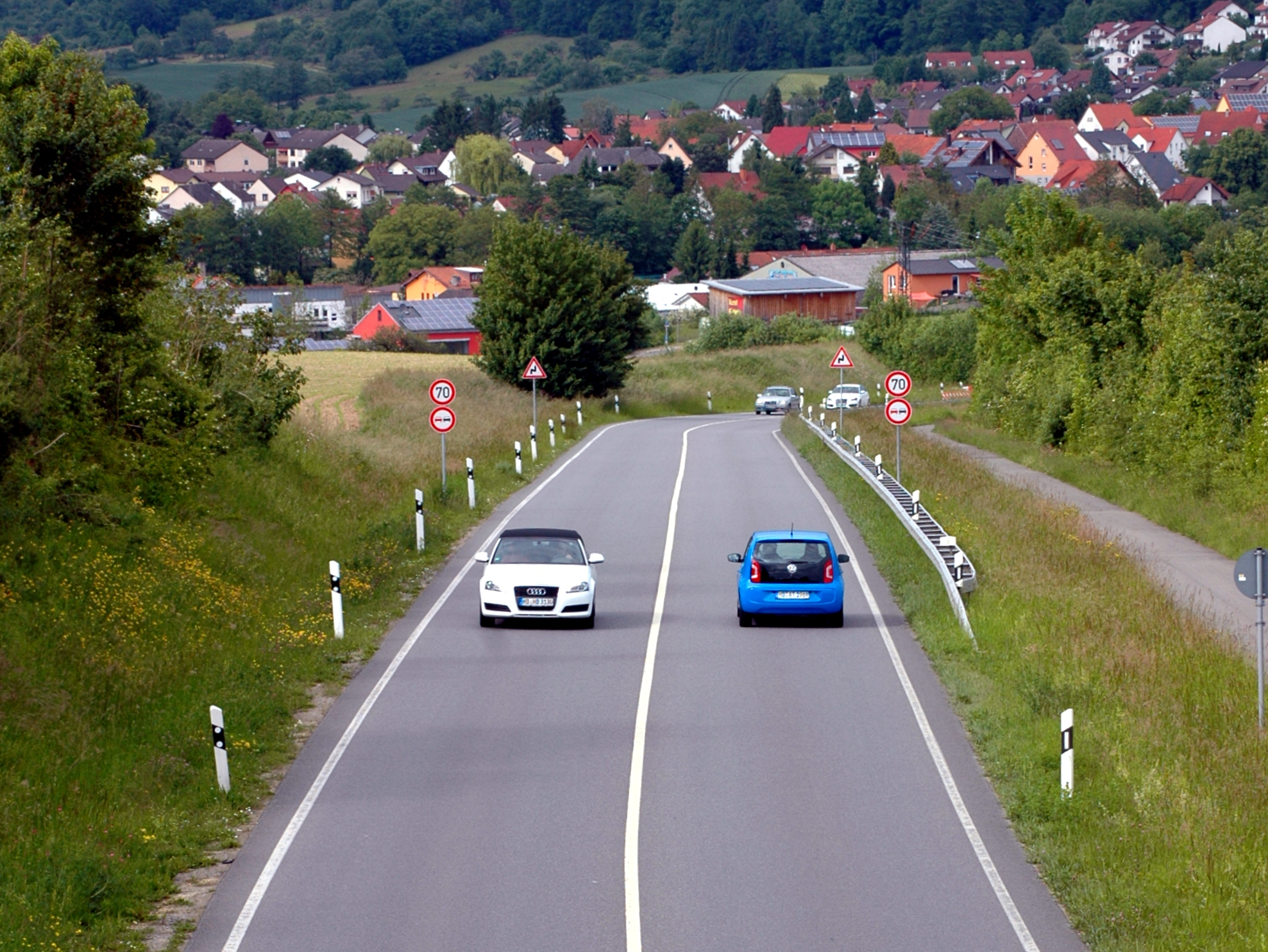
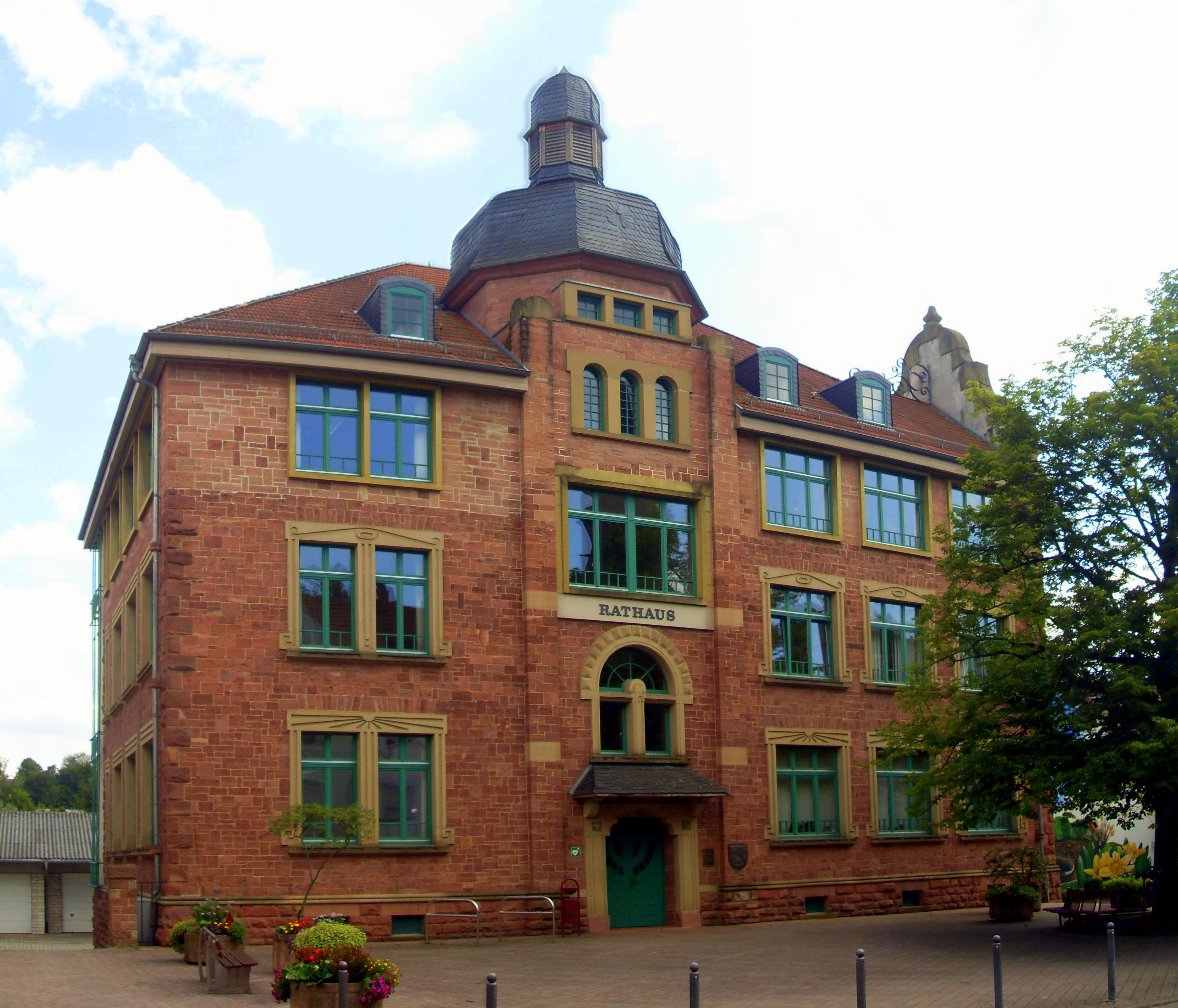
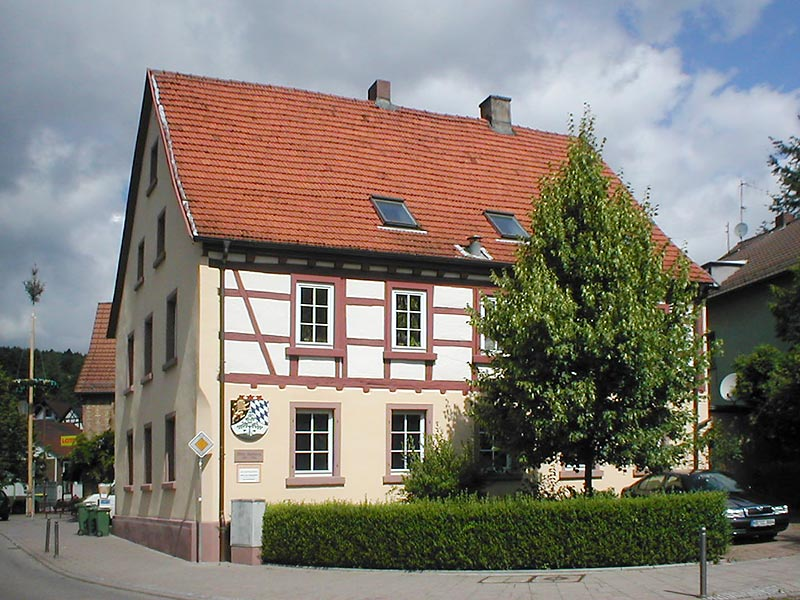
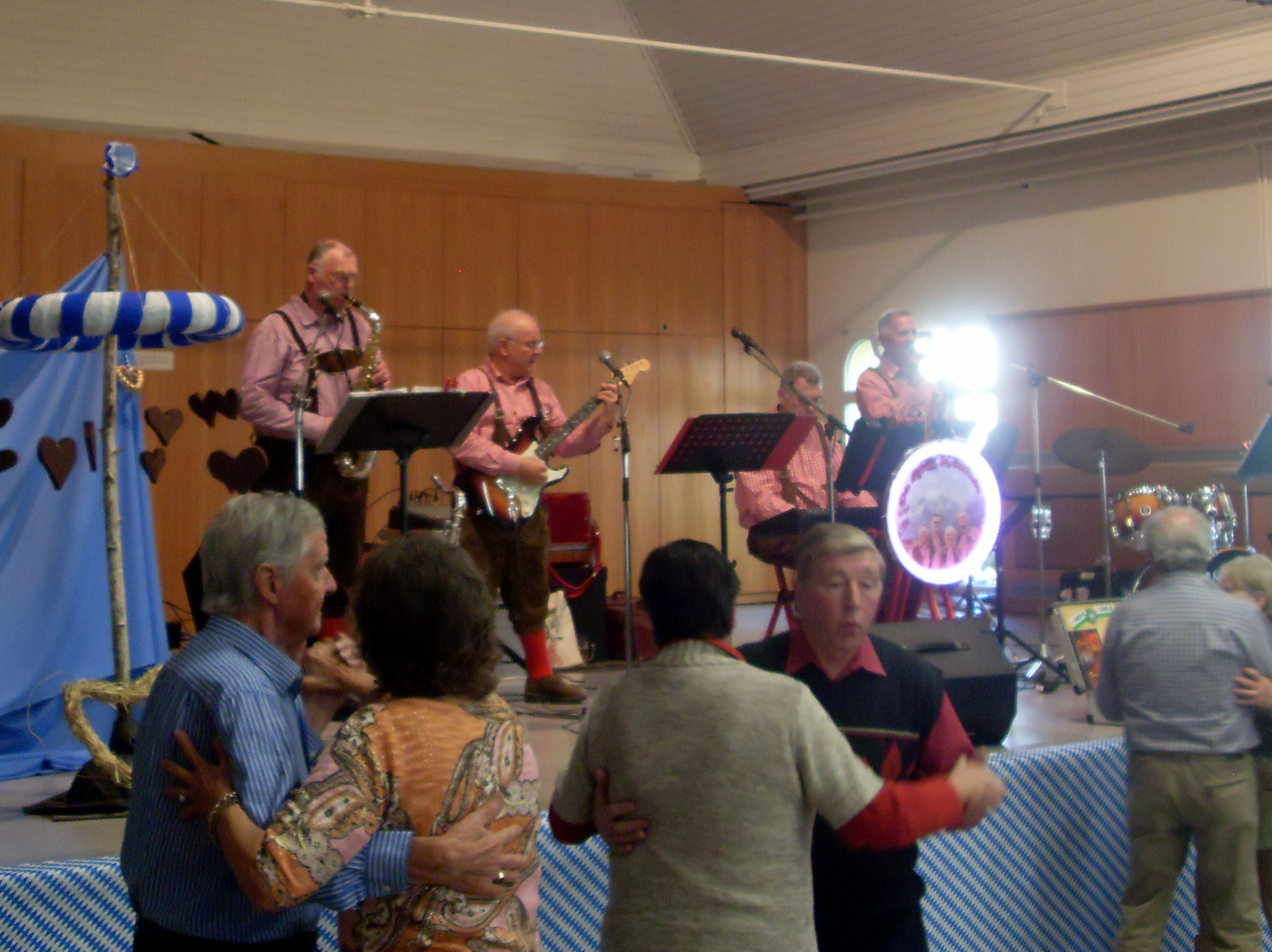